# The Aquabats vs. the Floating Eye of Death! and Other Amazing Adventures Vol. 1
The Aquabats vs. the Floating Eye of Death! and Other Amazing Adventures Vol. 1 (por vezes abreviado The Aquabats vs. the Floating Eye of Death!) é o terceiro álbum de estúdio da banda The Aquabats, lançado em 26 de outubro de 1999.

## Faixas
Todas as faixas escritas por The Aquabats, exceto onde anotado. 
1. "Sequence Erase" — 3:10
2. "Giant Robot-Birdhead" — 2:34
3. "Anti-Matter" (The Aquabats, Scott Schultz) — 2:47
4. "Lotto Fever" — 3:29
5. "Lovers of Loving Love" — 2:42
6. "Chemical Bomb" — 3:08
7. "The Man with Glooey Hands" —	2:23
8. "Monster's Wedding" — 4:16
9. "The Ballad of Mr. Bonkers" —	3:42
10. "Canis Lupus" — 3:01
11. "Tiny Pants" — 3:10
12. "The Thing on the Bass Amp" —	4:14
13. "Amino Man" (The Aquabats, Dexter Holland) — 2:51
14. "Hello, Good Night" — 3:36

## Desempenho nas paradas musicais
| Parada musical (1999)            | Posição |
| -------------------------------- | ------- |
| Estados Unidos - Top Heatseekers | 35      |

## Créditos
- The MC Bat Commander — Vocal
- Crash McLarson — Baixo, vocal
- Catboy — Trompete, vocal
- The Robot — Teclados, vocal
- The Mysterious Kyu — Guitarra
- Prince Adam — Sintetizadores, trompete
- Chainsaw Karate — Guitarra
- Doctor Rock (Gabe Palmer) — Bateria